# Amata Coleman Radewagen
Amata Coleman Radewagen , née le 29 décembre 1947 à Pago Pago, est une femme politique américaine. Membre du Parti républicain, elle est élue déléguée du territoire américain des Samoa américaines à la Chambre des représentants des États-Unis.
Fille de Peter Tali Coleman, gouverneur historique des Samoa américaines, Coleman Radewagen a étudié à l'Université Loyola Marymount et a ensuite travaillé comme journaliste.
Entrant en politique avec le Parti républicain, elle a collaboré avec des représentants tels que Phil Crane et J.C. Watts. À partir de 1994, elle a participé en tant que candidate républicaine à toutes les élections au Congrès et a fini en 2014 par vaincre le sortant Eni Faleomavaega. Amata Coleman Radewagen est ainsi devenue la première femme et la première républicaine à être élue déléguée du Samoa à la Chambre des représentants.